# Condición (danza)
La condición es una danza nativa argentina. Netamente Catamarqueña, donde se bailó medianamente hasta los años 1870. Y volvió a tomar impulso en 1916.
Esta danza logra gran difusión por el país. Más que nada en los salones cultos de aquellas épocas. Se sabe también que entre 1838 y 1851, se la interpretaba en los teatros de Perú, llamándola "danza del país".

## Clasificación
Danza de galanteo de pareja suelta e independiente, de movimientos vivos, se baila con pañuelo y paso básico; en la 1º colocación.
Danza muy galante y ceremoniosa, de ritmo grave-vivo que se bailó en los salones de Catamarca, Salta y Tucumán.

## Coreografía
- 1. Avance con saludos (4c).
- 2. Retroceso con saludos (4c).
- 3 y 4. (Se repiten las figuras 1 y 2, 8c).
- 5. Avance y retroceso (4c).
- 6. Espera (4c).
- 7. Arresto (8c).
- 8. Arresto con cambio de bases y saludo final con coronación (4c).

## Segunda
Es similar a la 1º, los bailarines comienzan en los lugares opuestos.